# اوبروشتندورف
اوبروشتندورف (به آلمانی: Oberostendorf) یک شهر در آلمان است که در استالگوی واقع شده‌است.